# Not Like the Movies
Pistes de Teenage Dream
Hummingbird Heartbeat
Not Like the Movies est un single promotionnel de la chanteuse auteur-compositeur américaine Katy Perry. La chanson a été écrite par Perry pour son troisième album studio, Teenage Dream (2010), tandis que la production et l'écriture supplémentaire a été réalisée par Greg Wells. Elle est sortie le 3 août 2010 par Capitol Records comme le premier single promotionnel de l'album. La chanson soft rock, parle d'une relation amoureuse où une femme ne se sent amoureuse et attend toujours son « prince charmant ».
Not Like the Movies a reçu des critiques positives des critiques musicales, la qualifiant d'une chanson puissante et belle, aussi bien comme une ballade contemplative, mais remarquant également que les paroles de la chanson qui pourraient faire « très peu » référence au mari de Perry, Russel Brand. Not Like the Movies a obtenu un succès modéré, atteignant la 53e place du Billboard Hot 100 et la 41e du Canada. Perry interpréta la chanson lors de son California Dreams Tour, et à la 53e cérémonie des Grammy Awards le 13 février 2011.

## Développement
Lors d'une interview avec YouTube à propos de Teenage Dream, Perry a révélé que Not Like the Movies a été la première chanson qu'elle a écrite pour l'album après avoir terminé son Hello Katy Tour. La production et l'écriture supplémentaire de la chanson a été faite par Greg Wells, qui a déjà travaillé avec la chanteuse sur son deuxième album studio, One of the Boys (2009). La chanson est sortie le 3 août 2010 comme le premier single promotionnel de l'album. Perry a interprété la chanson lors de son California Dreams Tour, et à la 53e cérémonie des Grammy Awards le 13 février 2011.

## Composition
Not Like the Movies est une chanson teen pop qui dure quatre minutes et une seconde. La chanson est composée d'une tonalité d'un A bémol majeur et est situé dans la signature rythmique d'un temps commun, avec un tempo modéré de 100 battements par minute. La tessiture vocale de Perry s'étend sur une octave, d'un F3 à un  E5. Lyricalement, Not Like the Movies est une chanson sur une relation d'amour où une femme ne se sent pas amoureuse et attend toujours son « prince charmant », tandis que c'est la mélodie a été comparée à la chanson Everytime par Britney Spears (2003). La chanson a une séquence de base de A5–Fm7–Cm–E comme sa progression d'accords.

## Réception

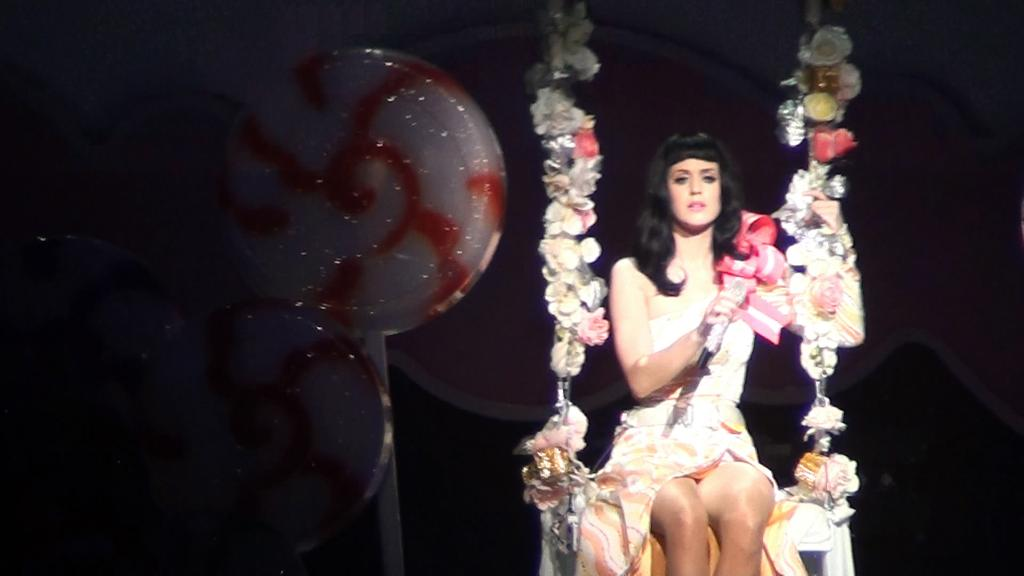
Perry interprétant Not Like the Movies lors du California Dreams Tour en 2011.

Bill Lamb de About.com a fait remarquer que Not Like the Movies est « une autre chanson puissante et cette fois, ralentit les choses pour une ballade contemplative ». Chris Ryan de MTV dit que la chanson est « plutôt jolie », mais a noté que les paroles de la chanson faisaient « très peu » référence au mari de Perry, Russell Brand. Rob Sheffied de Rolling Stone a remarqué que « lorsque Katy Perry est revenue dans une ballade comme Not Like the Movies, en sanglotant sur le sol sur sa vie d'amour tragique, elle est se trouve dans une fière tradition de filles de banlieue qui aiment leurs besoins émotionnels d'effondrements à la taille d'Hollywood ». Après avoir remarqué que la chanson est une « ballade d'une force irrésistible », Elysa Gardner de USA Today a déclaré que la chanteuse « se tend à un amour qu'elle compare à un 'film cinématographique et dramatique / Avec la fin parfaite' ».
Lors de la semaine du 11 août 2010, Not Like the Movies débuta à la 53e place du Billboard Hot 100, et est restée dans les classements pour une semaine seulement. Elle se plaça également à la 41e place du Canada et à la 22e place du Hot Digital Songs.

## Liste des pistes
- Téléchargement Digital[13]

1. "Not Like the Movies" - 4:01

## Classements
| Classements (2010)        | Meilleure position |
| ------------------------- | ------------------ |
| Canada (Canadian Hot 100) | 41                 |
| US Billboard Hot 100      | 53                 |